# 单于广
單于廣（1963年9月—），漢族，中國共產黨黨員，江苏省建湖县人，现任应急管理部森林消防局政治委员，消防救援副总监衔。

## 生平
本科毕业于中国人民解放军工程兵工程学院爆破专业。中国政法大学宪法学与行政法学专业硕士研究生。
歷仼上海市公安消防总队政委、公安部消防局副局级调研员、公安部消防局副局长、公安部政治部现役工作办公室主任，武警少將警銜。2018年改革后，任應急管理部森林消防局政委、党委书记。

## 社会活动
- 期刊《法律与生活 东方消防》编辑委员会副主任。[8]
- 结合上海消防工作实际，于2014年撰写的《紧跟改革步伐加快推进超大型城市消防治理体系和治理能力现代化》，获2014年度公安消防部队调研文章一等奖。[9]